# Newaya Krestos
Newaya Krestos, död 1372, var kejsare av Etiopien mellan 1344 och 1372.